# باغ (فیلم ۱۹۹۰)
باغ (انگلیسی: The Garden) فیلمی به کارگردانی درک جارمن است که در سال ۱۹۹۰ منتشر شد. از بازیگران آن می‌توان به تیلدا سوئینتن و مایکل گاف اشاره کرد.